# Big Lebowski
Big Lebowski (ang. The Big Lebowski; czyt. Lebałski) – amerykańska komedia kryminalna w reżyserii Joela i Ethana Coenów z 1998.

## Opis fabuły
Główny bohater filmu, Jeffrey Lebowski (Jeff Bridges), o przezwisku Koleś (Dude), jest bezrobotnym hippisem (epigonem), żyjącym w biednej dzielnicy Los Angeles. Nie przejmuje się niczym, a jego rozrywką i sposobem na życie jest gra w kręgle, a także okazjonalne popalanie konopi. Pewnego dnia zostaje napadnięty przez niezbyt bystrych gangsterów, którzy pomylili go z pewnym milionerem, osobą o tym samym nazwisku. W wyniku napadu Dude traci swój ulubiony dywan, który zostaje zanieczyszczony moczem przez jednego z gangsterów. Bohater filmu postanawia więc odwiedzić milionera (David Huddleston), winnego całego zamieszania, w celu uzyskania odszkodowania za dywan.
W czasie spotkania ze swym imiennikiem zostaje przez niego znieważony, lecz podstępem zdobywa niewielki dywan perski. Będąc na terenie posiadłości, poznaje młodą i piękną żonę milionera, eksgwiazdę porno Bunny (Tara Reid). Wkrótce milioner dostaje list, z którego wynika, że jego żona została porwana. Dude zostaje poproszony przez milionera o dostarczenie okupu w wysokości miliona dolarów dla porywaczy. Przyjaciel Dude’a, Walter Sobchak (John Goodman), właściciel firmy ochroniarskiej i weteran wojny wietnamskiej, wpada na pomysł, by zamiast okupu przekazać teczkę wypełnioną jego brudną bielizną, a pieniądze zatrzymać dla siebie. Obydwaj wierzą, że Bunny ukartowała swe porwanie, by wyłudzić od męża pieniądze na spłatę długów, jakie miała u swego byłego pracodawcy, znanego producenta filmów pornograficznych, Jacka Treehorna. Teczka z pieniędzmi, która pozostała w rękach przyjaciół po wyjątkowo nieudolnie przeprowadzonej akcji przekazania okupu, zostaje jednak wraz z samochodem Dude’a ukradziona przez młodocianego chuligana. Gdy policja odnajduje samochód, teczki w nim nie ma.
W międzyczasie zwrotu pieniędzy domaga się dawca okupu, milioner Jeffrey Lebowski. Niezależnie jego córka, ekscentryczna artystka Maude Lebowski (Julianne Moore), także chce odzyskać przekazane pieniądze, twierdząc, że zostały zdefraudowane przez jej zrujnowanego ojca, utracjusza, z konta fundacji przez nią zarządzanej. Dodatkowo pretensje do gotówki zgłasza filmowiec Jackie Treehorn (na pokrycie długów Bunny) oraz sami domniemani porywacze, wyjątkowo nierozgarnięci Niemcy – nihiliści, dawniej członkowie zespołu techno Die Autobahn. Dude naciskany, niekiedy w brutalny sposób, przez wszystkie zainteresowane strony, próbuje jakoś wybrnąć z sytuacji, pakując się w coraz większe kłopoty, zwykle za sprawą swego bardzo pryncypialnego i porywczego przyjaciela, Waltera (określonego jako polski katolik, który dla żony dokonał konwersji na judaizm). Dochodzi ostatecznie do wniosku, że milioner, chcąc się pozbyć młodej żony, wykorzystał okazję do zdefraudowania pieniędzy, i w rzeczywistości utracona walizka ich nie zawierała. Ta zawiła akcja przerywana jest zabawnymi scenami z życia Dude’a, głównie związanymi z grą w kręgle.

## Obsada
- Jeff Bridges – Koleś (Jeff Lebowski)Julianne Moore i Jeff Bridges
- John Goodman – Walter Sobchak
- Julianne Moore – Maude Lebowski
- Steve Buscemi – Donny Kerabatsos

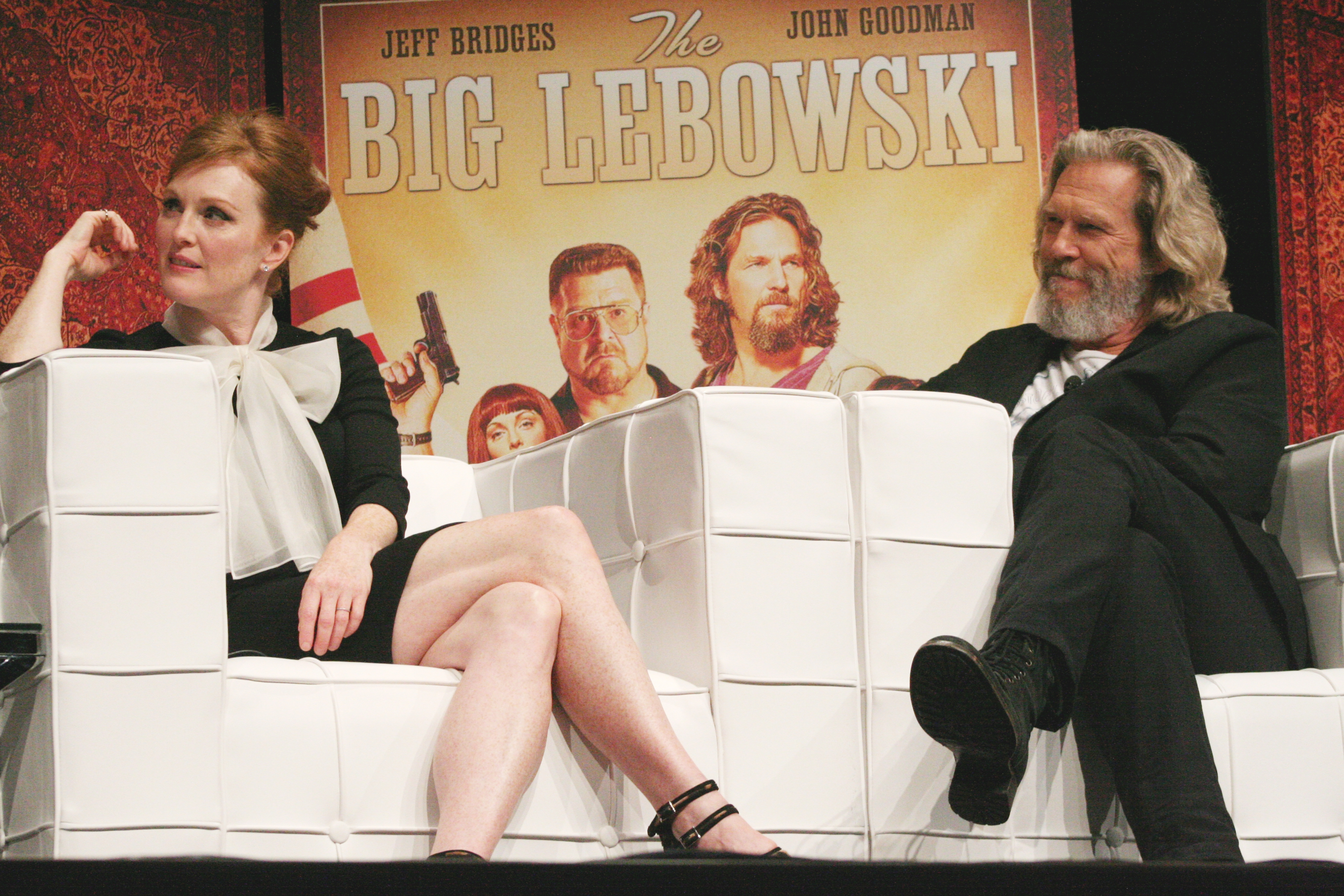
Julianne Moore i Jeff Bridges

- David Huddleston – The Big Lebowski (Jeffrey Lebowski)
- John Turturro – Jesus Quintana
- Peter Stormare – nihilista (Uli Kunkel)
- Sam Elliott – Nieznajomy (narrator)
- David Thewlis – Knox Harrington
- Ben Gazzara – Jackie Treehorn
- Jimmie Dale Gilmore – Smokey
- Philip Seymour Hoffman – Brandt
- Tara Reid – Bunny Lebowski
- Flea – nihilista
- Torsten Voges – nihilista